# Ippone (donna greca)
Ippone (fl. III-II secolo a.C.) è stata una nobile greca antica.

## Biografia
Figlia o nipote di Teossena (figlia di Erodico, principe di Tessaglia), visse in Grecia, in Beozia.
L'armata navale del re Filippo V di Macedonia attaccò il territorio, massacrando la famiglia di Teossena. Hippone invece venne rapita e portata con gli assalitori in nave. Dai loro discorsi capì la loro intenzione di violentarla, quindi per difendersi si buttò in mare, suicidandosi.
La leggenda vuole che le onde abbiano accompagnato il suo corpo sul lido di Eritre, e chi la trovò la seppellì, secondo le usanze. Per il suo gesto acquisì fama tra i marinai: quando anche a Eritre si seppe chi fosse, fu traslata in un sepolcro ritenuto degno di onorare la sua memoria.